# Живокость татранская
Живоко́сть татра́нская (лат. Delphinium oxysepalum) — вид многолетних травянистых растений из рода Живокость семейства Лютиковые (Ranunculaceae).

## Описание
Многолетнее растение высотой 10-60 см с утолщённым корневищем. Стебель прямостоячий, у основания голый, в верхней части опущен прижатыми волосками, слабоветвистый. Листья очередные, нижние длинночерешковые, глубоко-пальчаторассечённые с обратнояйцевидными или ланцетными долями, по жилкам с нижней стороны листа короткоопушенные. Цветки вырастают в пазухах кроющих прицветников и образуют редкую верхушечную кисть. Чашечка ярко-синего цвета или фиолетово-синего цвета; верхний чашелистик со шпорец, боковые — продолговато-ланцетные, заострённые, средний длиной 20-30 мм. Лепестки венчика, видоизменённые в нектарники, тёмно-коричневого цвета, длиннореснитчатые. Плод — листовка. Цветёт с июля по сентябрь.

## Ареал
Гемикриптофит, считается эндемиком словацкой флоры. Растёт в центральной части Западных Карпат на известковых почвах, относится к реликтовым растениям третичного периода. Растёт на мелкозернистых субстратах, осыпях лугах в альпийском и субальпийском поясах.

## Охрана
В Чехии и Словакии охраняется законом.